# Three Dollar Bill, Yall$
„Three Dollar Bill, Yall$“ е дебютният албум на американската група Лимп Бизкит. Албумът е преиздаден през 1998 г. с леки измения и почти без цензура.

## Списък с песни
1. „Intro“ – 0:48
2. „Pollution“ – 3:52
3. „Counterfeit (song)|Counterfeit“ – 5:08
4. „Stuck“ – 5:25
5. „Nobody Loves Me“ – 4:28
6. „Sour“ – 3:33
7. „Stalemate“ – 6:14
8. „Clunk“ – 4:03
9. „Faith (Limp Bizkit song)|Faith“ (кавър на Джордж Майкъл) – 3:52
  - Съдържа скрита песен „Blind“ – (1:26)
10. „Stink Finger“ – 3:03
11. „Indigo Flow“ – 2:23
12. „Leech“ (Demo Version) – 2:11
13. „Everything“ – 16:26